# Lacy Gibson
Lacy Gibson (* 1. Mai 1936 in Salisbury (North Carolina); † 11. April 2011 in Chicago) war ein US-amerikanischer  Bluesmusiker (Gitarre und Gesang).

## Leben und Wirken
Lacy Gibson kam im Alter von 13 Jahren mit seiner Familie nach Chicago, wo er seine Karriere im Umfeld bekannter Blues-Größen wie Willie Dixon, Sunnyland Slim, Lefty Bates, Matt Murphy, T-Bone Walker oder Muddy Waters begann. Ab den 1950er Jahren trat er mit Pop- und Jazzgruppen in den Clubs von Chicago auf. Außerdem wirkte er als Session-Gitarrist bei Aufnahmen zahlreicher Blues-Musiker mit, wie bei Son Seals, Otis Rush, Jimmy Reed, Billy „The Kid“ Emerson, Billy Boy Arnold, Big Time Sarah und bei seinem Schwager Sun Ra, mit dem er drei Bluesnummern wie „The Sky is Crying“ einspielte, erschienen auf The Singles. Unter eigenem Namen legte er drei Alben vor, beginnend mit Wishing Ring, die 1971 auf dem Label Sun Ras erschien. Gibson nahm auch für das Label Chess Records auf, als er 1963 den Vokalpart zu Buddy Guys Song My Love Is Real beisteuerte. 1980 nahm er vier Titel für die Anthologie Living Chicago Blues von Alligator Records auf; auf dem Label Black Magic erschien das Album Switchy Titchy. Seine letzte Veröffentlichung war Crying for My Baby, das 1996 bei Delmark Records erschien. In seinen letzten Jahren betrieb er den nach seiner Frau Ann benannten Club an Chicagos West Side namens Ann's Love Nest, in dem er auch gelegentlich auftrat.